# ليندا ستيرلينغ
ليندا ستيرلينغ (بالإنجليزية: Linda Stirling)‏ هي عارضة وممثلة أمريكية، ولدت في 11 أكتوبر 1921 في لونغ بيتش في الولايات المتحدة، وتوفيت في 20 يوليو 1997 في إستوديو سيتي ‏ في الولايات المتحدة بسبب سرطان.

## وصلات خارجية
- ليندا ستيرلينغ على موقع IMDb (الإنجليزية)
- ليندا ستيرلينغ على موقع روتن توميتوز (الإنجليزية)
- ليندا ستيرلينغ على موقع ألو سيني (الفرنسية)
- ليندا ستيرلينغ على موقع قاعدة بيانات الفيلم (الإنجليزية)